# Москва. Красная площадь
«Москва. Красная площадь» — абстрактная картина русского художника Василия Кандинского, написанная в ноябре 1916 года и хранящаяся в Третьяковской галерее в Москве.

## История
В июле 1914 года, ещё до начала Первой мировой войны, Кандинский был вынужден вернуться из Германии в Россию. Вернувшись на Родину, Кандинский отмечает, что после необычайно тяжёлого для него 1915 года он вновь обрёл так необходимое ему спокойствие:
Я вступил в такой период моей работы, для которого просто необходимо прожить несколько месяцев в Москве. К сожалению, мне трудно объяснить Вам эту свою любовь... Москва — это та почва, откуда я черпаю свою силу и где я могу жить духовной жизнью, столь необходимой для моей работы.
Из круглых окон мастерской художника на шестом этаже открывалась чудесная панорама Москвы и великолепный вид на Московский Кремль. Но мастеру было недостаточно просто запечатлеть на холсте вид из своего окна, он собирался воплотить абстрактный и синтетический образ города:
Мне хотелось написать большой московский пейзаж: взять отовсюду компоненты и соединить их в изображении, и слабые, и сильные части, они все смешивают; Ведь мир состоит из нескольких элементов. Оно должно быть похоже на звучание оркестра. <...> В восемь часов вечера я поехал в Кремль, чтобы посмотреть церкви в том ракурсе, который мне нужен на фотографии. И перед моими глазами открылись новые богатства. Потом я вернулся к Зубовской и до сих пор работал над эскизом, который получился удачным...
Картина написана в 1916 году, за год до революции. Некоторые искусствоведы считают, что Кандинский передал в своем творчестве тревожное настроение тех лет. Яркие цвета, четкие контуры, хаотичная композиция – все это создает на полотне динамику и движение. На изображении можно различить брусчатку Красной площади, церкви и здание, немного напоминающее Большой театр. Кандинский в биографическом рассказе «Ступени» писал, что Москва обладает высшей степенью мобильности:
Москва: двойственность, сложность, высшая степень подвижности, столкновение и смешение отдельных элементов извне, которые в конечном итоге представляют собой единый и неповторимый греховный прецедент»... Внешне внутри живут те же свойства, которые сбивают с толку стороннего наблюдателя (отсюда и разнообразные и противоречивые отзывы о Москве со стороны иностранцев), но все же, в конечном счете, столь же необычайно единая жизнь. Эту внешнюю и внутреннюю Москву я считаю отправной точкой своих поисков. Она мой живописный камертон.
В центре изображения Кандинский представляет пару влюбленных, вокруг которых вращается весь город. Вероятнее всего, это мог быть сам художник со своей второй женой Ниной Андреевской. Он встретил ее только осенью 1916 года. Художнику на тот момент было 49 лет, а Нине Николаевне — 17 лет. Девушка изучала историю и философию в Московском университете. Нина Андреевская пленила Кандинского своим голосом: они встретились по телефону. Ей художник посвятил свою акварель «Неизвестный голос». А в феврале 1917 года они поженились.

## Описание
Картина «Москва. Красная площадь» написана абстрактным языком с использованием символических образов и ярких цветных пятен. Он представляет собой мифически-эпический образ Москвы как центра России, центра мира, Третьего Рима, вечного города. Космичность Москвы подчеркнута изогнутым горизонтом и изображением Земли с большой высоты, издалека в космосе.
Центр композиции — сама Москва, Красная площадь с яркими, живописными рисунками храма Василия Блаженного, Московский Кремль с белоснежными соборами и золотыми куполами, с красными кирпичными стенами и башнями, и всё это поднимается огромным снегом в образе белого корабля. Ноев ковчег, вмещающий в себя всё лучшее, созданное людьми, легендарное наследие, героическую историю, достижения культуры, веру, надежду и любовь и, конечно же, создателей этого наследия. В отличие от библейского Ноева ковчега, этот корабль не ищет спасительного земного берега, а пытается улететь в небеса, в свет, в космос, как огромная белоснежная птица, прекрасный лебедь из русской сказки. начиная с земли, с темных сторон жизни, хаоса, бездны, войн, голода и болезней.
Идея картины раскрывается через использование динамичного и устойчивого композиционного равновесия, которое устанавливается, с одной стороны, движением, устанавливаемым бликами, падающим солнечным светом и освещающим землю, Москву, простирающуюся внизу, проходя сквозь толщу густых темных облаков; а с другой стороны, противоположное противодействие темных сил, темных и густых черно-зеленых и черно-ультрамариновых пятен, темных сторон человечества, смерти, войн, тюрем. Образом этих сил, несомненно, является огромная, темная и зловещая мифическая рыба, плывущая из бездны. Противостояние этих сил, сил света и тьмы, является основной движущей силой и устанавливает динамическое диагональное движение Ноева спасительного ковчега к божественному свету, вверх, к небу, к спасению, но при этом динамическому движению противостоит другое. персонаж на этом изображении.
Ноев ковчег опутан кольцами гигантского, искушающего, библейского змея, протянувшегося по городу, по всему миру, по всей Земле, чья голова с открытой пастью возвышается над кораблем. Продвижению к свету препятствуют усилия змеи: движение вверх приобретает вращательный характер, оно перенаправляется к композиционному центру изображения, создается дуга, где находится одно из колец гигантского тела змеи. находится. оно найдено. Возникает ощущение, что круги повторяются, воронка, поглощающая все живое и человеческое.
Но как и в любом эпосе или сказке, всегда есть добрая спасительная сила, которая спасает и защищает родную Землю. В центре картины изображен ещё один герой картины, противостоящий змею: всадник, былинный богатырь, святой Георгий, который побеждает змея, защищает город и спасает корабль, весь мир от темной силы. . в тех же ярких цветах, что и стены Кремля, защищающие старую Москву. Всадник избегает разрушения и смерти. Здесь очень уместно вспомнить герб Москвы, на котором изображен святой Георгий, поражающий змея.
Подводя итог сказанному, можно назвать картину Кандинского иконой, но созданной по совершенно другим канонам и правилам. Это попытка создания нового религиозно-духовного пространства, попытка выйти за пределы земного существования и земного понимания мира, поиск того самого мистического пространства, на которое указывает золотой свет на древних иконах, который мир, который нам недоступен, закрыт для нас и невидим: Царство Небесное, горный мир. Эта тема была близка творчеству русских символистов и абстракционистов начала XX века.